# 山川一家
山川一家（やまかわいっか）は、神奈川県川崎市川崎区に本部を置く暴力団で、指定暴力団・稲川会の二次団体。稲川会最大級の二次団体とされる。

## 概要
川崎を地盤に山川修身が創設した組織。のちに山川一家二代目を継承し、稲川会五代目会長となる清田次郎は、設立されて間もない頃からの構成員である。
現代において、山川一家は稲川会の二次団体としては人員数が多く、また清田や内堀和也など跡目を継承した者や、傘下組織の所属者が稲川会の重職に登用されるなど、人材・経済面において有力な組織と見られている。

## 歴代総長

### 初代・山川修身
1920年、東京都荒川区生まれ。若年期に蒲田を拠点として愚連隊を結成し、後に川崎へ進出する。この愚連隊が山川一家の原型であるとされ、稲川組（当時）幹部・井上喜人と出会ったことで愚連隊ごと稲川組に加入する。稲川会では初代〜三代目体制まで要職を歴任し、晩年は最高顧問を務めた。
1992年に山川一家の跡目を清田次郎に禅譲し、1997年に死去する。

### 二代目・清田次郎
1940年生まれ。
川崎で総勢80名超の愚連隊を統率していた当時、山川一家を結成した直後の山川修身と出会い、自身の率いた愚連隊ごと合流する。山川一家では若頭など要職を歴任し、1992年に山川修身から山川一家の跡目を譲られる。
三代目稲川会直参に昇格後、運営委員長・理事長補佐・会長補佐などの執行部職を歴任し、四代目体制では理事長に就任。2010年には五代目稲川会会長に就任した。
なお、2008年には山川一家の跡目を若頭であった内堀和也に禅譲している。非常に気さくな性格を有することが稲川会関係者からリークされている。

### 三代目・内堀和也
1952年に川崎市で出生。
21歳の頃、清田次郎と出会ったことが縁で、山川一家本部に出入りする関係者となる。30代で正式に組員となった。
山川一家では幹事長や若頭などの要職を歴任し、2001年に稲川会の直参に昇格。直参昇格後も会長付・本部長補佐・理事長補佐などの重職を担い、2008年に山川一家の三代目を襲名する。
2019年には稲川会六代目会長に就任し、山川一家の跡目を小林稔に譲った。

### 四代目・小林 稔
三代目山川一家では組織委員長などを歴任し、2019年に四代目会長となる。
内堀組出身であり、上部団体である六代目稲川会では渉外委員長を経て組織委員長を務めている。

## 組織図（2012年1月時点）
三代目山川一家
出典:実話時報 2012年1月号
| 役職       | 氏名     | 稲川会での役職 | 備考             |
| ---------- | -------- | -------------- | ---------------- |
| 総長       | 内堀和也 | 理事長         | -                |
| 特別相談役 | 金森豊二 | 顧問           | -                |
| 総長代行   | 泉 孔二  | 直参           | 熊本県人吉市出身 |

### 最高幹部
| 役職       | 氏名     | 稲川会での役職 | 備考                                         |
| ---------- | -------- | -------------- | -------------------------------------------- |
| 若頭       | 池田龍治 | 執行部         | 秋田県出身、法政大学入学とともに上京         |
| 総長補佐   | 高島英成 | 直参           | 川崎市出身                                   |
| 本部長     | 諏訪貴明 | 代表理事       | 福岡県出身、少年時代に家族とともに川崎へ転居 |
| 副本部長   | 髙橋政次 | 代表理事       | 秋田県出身                                   |
| 若中相談役 | 飯田 茂  | -              | -                                            |
| 若中相談役 | 清水勇司 | -              | -                                            |

### 若頭補佐
| 役職         | 氏名     | 稲川会での役職 |
| ------------ | -------- | -------------- |
| 統括委員長   | 岡本朱史 | 代表理事       |
| 組織委員長   | 小林 稔  | 代表理事       |
| 渉外委員長   | 玉村好隆 | 代表理事       |
| 事務局長     | 水野 勇  | 代表理事       |
| 総長室室長   | 長野克也 | 理事           |
| 統括副委員長 | 千葉一也 | 理事           |
| 組織副委員長 | 鈴木陽一 | 理事           |
| 渉外副委員長 | 汪 宇威  | 理事           |